# هاياتو أوكاموتو (دراج)
هاياتو أوكاموتو (باليابانية: 岡本隼) هو دراج ياباني، ولد في 1 يونيو 1995 في اليابان.

## وصلات خارجية
- هاياتو أوكاموتو على موقع الاتحاد الدولي للدراجات (الإنجليزية)
- هاياتو أوكاموتو على موقع أرشيف الدراجات (الإنجليزية)
- هاياتو أوكاموتو على موقع إحصائيات الدراجات الإحترافية (الإنجليزية)
- هاياتو أوكاموتو على موقع نسبة الدراجات (الإنجليزية)